# Liste der Träger des Bayerischen Verdienstordens/M

## M
1. Christa Maar (1939–2022), Präsidentin der Burda Akademie zum Dritten Jahrtausend und Vorstand der Felix-Burda-Stiftung (verliehen am 20. Juli 2011)
2. Paul Maar (* 1937), Kinderbuchautor (verliehen am 12. Juli 2004)
3. Leopold Maderthaner (1935–2007), Politiker (verliehen 1999)
4. Heino Maedebach (1913–1983), Kunsthistoriker
5. Oskar Märker, Fabrikant, Harburg/Schw. (verliehen am 15. Dezember 1959)
6. Fritz März (1927–2003), Vorsitzender des Deutschen Alpenvereins (verleihen 1987)
7. Holger Magel (* 1944), Professor (verliehen 2007)
8. Christian Magerl (* 1955), Landtagsabgeordneter (verliehen am 9. Juli 2009)
9. Maria Magerl (* 1943), Hausfrau (verliehen am 17. Dezember 2014)
10. Silvius Magnago (1914–2010), langjähriger Südtiroler Landeshauptmann (verliehen 1972)
11. Rudolf G. Maier, Journalist (verliehen 2007)
12. Ellen Märker, Gesellschafterin der Märker Holding GmbH, Mäzenin (verliehen am 20. Juni 2001)
13. Peter Maffay (* 1949), Musiker, (verliehen 2007)
14. Franz Maget (* 1953), Landtagsabgeordneter (verliehen am 12. Juli 2004)
15. Wolfgang Magg, Geschäftsführendes Präsidialmitglied des Bayerischen Landkreistags (verliehen am 20. Juni 2001)
16. Otto Majewski (* 1943), ehem. stellvertretender Vorsitzender des Vorstandes der E.ON Energie AG (verliehen am 10. Oktober 2012)
17. Samuel Wallace Magill, Präsident des Deutsch-Amerikanischen Herrenclubs München e. V. (verliehen am 20. Juni 2001)
18. Renate Maltry, Ehem. Vizepräsidentin des Dt. Juristinnenbundes (verliehen am 3. Juli 2013)
19. Karl Mann (1920–2010), Jurist, Präsident des Bayerischen Obersten Rechnungshofes
20. Wilhelm Mantel (1880–1961), Oberlandforstmeister (verliehen am 15. Dezember 1959)
21. Mahbuba Maqsoodi (* 1957), Künstlerin (verliehen am 13. Oktober 2022)
22. Christine Marino, Behindertenbeauftragte des Landkreises Traunstein, Ltd. Ministerialrätin a. D. (verliehen am 17. Dezember 2014)
23. Ludwig Markert (* 1946), Präsident des Diakonischen Werkes Bayern (verliehen am 20. Juli 2011)
24. Gerhard Markgraf (1929–2012), Bauunternehmer (verliehen 1986)
25. Hubert Markl (1938–2015), Präsident der Max-Planck-Gesellschaft zur Förderung der Wissenschaften e. V. (verliehen am 20. Juni 2001)
26. Friedrich Markmiller, Architekt, Heimat-, Archiv- und Museumspfleger (verliehen am 20. Juni 2001)
27. Eberhard Martini (1935–2009), Sprecher des Vorstands der Bayerischen Hypotheken- und Wechselbank, Präsident des Deutschen Bankenverbandes (verliehen am 4. Juli 1991)
28. Reinhard Marx (* 1953), Erzbischof von München und Freising, Kardinal (verliehen am 17. Dezember 2014)
29. Hans-Dieter Maßberg († 2022), ehem. Vorstand beim Verein Studentenstadt München und Geschäftsführer des Wohnheims der Ingeborg-van-Calker-Stiftung (verliehen am 27. Juni 2018)
30. Ulrike Mascher (* 1938), Landesvorsitzende des Sozialverbandes VdK Bayern e. V., Präsidentin des Sozialverbandes VdK Deutschland e. V. (verliehen am 9. Juli 2009)
31. Hellmuth Matiasek (1931–2022), Regisseur und Intendant (verliehen 1996)
32. Christa Matschl (1943–2024), Mitglied des Bayerischen Landtags (verliehen am 20. Juli 2011)
33. Eva Mattes (* 1954), Schauspielerin (verliehen am 8. Juli 2021)
34. Lothar Matthäus (* 1961), Ehrenspielführer der deutschen Fußballnationalmannschaft (verliehen am 20. Juni 2001)
35. Ferdinand Mauler (1914–1982), Landtagsabgeordneter (verliehen am 9. Juni 1969)
36. Hans Maurer (* 1933), Politiker (verliehen 1980)
37. Cornelius Petrus Mayer (1929–2021), Theologe und Professor
38. Alfred May, Leitender Direktor am Landesarbeitsamt Nordbayern (verliehen am 15. Dezember 1959)
39. Michaela May (* 1952), Schauspielerin (verliehen am 20. Juli 2011)
40. Anton Mayer, Professor (verliehen am 15. Dezember 1959)
41. Bruni Mayer (* 1947), Landrätin des Landkreises Rottal-Inn (verliehen am 20. Juli 2011)
42. Johanna Mayer (* 1953), Äbtissin der Benediktinerinnen-Abtei Frauenwörth auf Frauenchiemsee (verliehen am 14. März 2022)
43. Martin Mayer (1941–2017), Bundestagsabgeordneter (verliehen am 23. Juli 1997)
44. Paul Augustin Mayer (1911–2010), Kardinal
45. Valentin Mayer, Verleger (verliehen am 15. Dezember 1959)
46. Herbert Mayr, ehem. stellvertretender Präsident des Bezirkstages von Oberbayern, Vorsitzender des Keltisch-Römischen Freundeskreises Manching (verliehen am 9. Juli 2009)
47. Theodolinde Mehltretter (* 1946), Ordensfrau (verliehen 2007)
48. Heinz Mehrlich (* 1942), Landtagsabgeordneter (verliehen am 17. Juli 2003)
49. Emilie Meier, (verliehen am 5. Juli 2023)
50. Monika Meier-Pojda, (verliehen am 5. Juli 2023)
51. Evelyn Meining (* 1966), Intendantin des Mozartfestes Würzburg (verliehen am 14. März 2022)
52. Michael Meisenberg (1944–2020), Präsident des Oberlandesgerichts Bamberg (verliehen am 11. Juli 2007)
53. Johannes Friedrich Meister (1926–2014), Oberkirchenrat, Rektor der Diakonissenanstalt Neuendettelsau und Präsident der bayerischen Diakonie
54. Otto Meitinger (1927–2017), Architekt und Denkmalpfleger, Präsident der Technischen Universität München (1987–1995)
55. Georg Meixner (1887–1960), Domkapitular, Prälat und Mitglied des Bayerischen Landtags (verliehen am 20. Juni 1958)
56. Sunnyi Melles (* 1958), Schauspielerin (verliehen am 12. Juli 2004)
57. Ludwig Mellinger (1900–1977), Vorsitzender des Aufsichtsrates der Bayer. Vereinsbank (verliehen am 25. Oktober 1960)
58. Linus Memmel (1914–2004), Bundestagsabgeordneter (verliehen am 5. Juni 1968)
59. Bruno Merk (1922–2013), Politiker, Bayerischer Innenminister (verliehen 1965)
60. Hans-Joachim von Merkatz (1905–1982), Politiker (verliehen 1972)
61. Angela Merkel (* 1954), Bundeskanzlerin a. D. (verliehen am 21. Juni 2023)
62. Heinrich G. Merkel (1900–1985), Zeitungs- und Buchverleger (verliehen 1966)
63. Marion Merklein (* 1973), Lehrstuhl-Inhaberin an der Friedrich-Alexander Universität Erlangen-Nürnberg (verliehen am 27. Juni 2018)
64. Friedrich Merzbacher (1923–1982), Rechtswissenschaftler und Hochschullehrer (verliehen 1978)
65. Alfons Metzger (* 1939), Präsident des Bayerischen Obersten Rechnungshofs (verliehen am 20. Juni 2001)
66. Hildegard Metzger, Projektleiterin des Internetportals Intakt (verliehen am 12. Juli 2017)
67. Johannes Metzger, Ehem. Präsident der Bayerischen Landesapothekerkammer (verliehen am 3. Juli 2013)
68. Volker ter Meulen (* 1933), Mediziner (verliehen 2000)
69. Franz Meyer (* 1953), Staatssekretär, Landtagsabgeordneter (verliehen am 5. Juli 2006)
70. Otto Meyer (1882–1969), Generaldirektor (verliehen am 20. Juni 1958)
71. Peter Meyer (* 1963), Landtagsabgeordneter (verliehen am 27. Juni 2018)
72. Hans Michelbach (* 1949), Bundestagsabgeordneter (verliehen am 9. Juli 2009)
73. Hermann Miesbach, Vizepräsident des Bayerischen Landessozialgerichts (verliehen am 15. Dezember 1959)
74. Joachim Milberg (* 1943), Vorsitzender des Vorstandes der BMW AG (verliehen am 20. Juni 2001)
75. Arthur Maximilian Miller (1901–1992), Schriftsteller
76. Franz R. Miller (1926–2012), Chorleiter und Komponist (verliehen am 4. Juli 1991)
77. Marek Mintál (* 1977), Fußballtrainer, ehem. slowakischer Nationalspieler und Spieler beim 1. FC Nürnberg
78. Verena von Mitschke-Collande, Inhaberin der Giesecke & Devrient GmbH, Vorsitzende der Giesecke & Devrient Stiftung (verliehen am 20. Juli 2011)
79. Karl Mitterdorfer (1920–2017), Landeskommandant des Südtiroler Schützenbund, Präsident des Südtiroler Kulturinstituts, Abgeordneter im italienischen Parlament, italienischer Senator
80. Sigisbert Mitterer (1891–1968), Abt der Benediktinerabtei Schäftlarn (verliehen am 15. Dezember 1959)
81. Rosi Mittermaier-Neureuther (1950–2023), Sportlerin (verliehen 2007)
82. Walter Mixa (* 1941), Bischof von Augsburg (verliehen am 14. Juli 2005)
83. Martha Mödl (1912–2001), Opernsängerin (verliehen am 15. Juli 1992)
84. Josef Monatzeder (* 1951), Landtagsabgeordneter (verliehen am 5. Juli 2023)
85. Petra Morsbach (* 1956), Schriftstellerin (verliehen am 8. Juli 2021)
86. Marlene Mortler (* 1955), stv. Landesbäuerin, Mitglied des Deutschen Bundestags (verliehen am 29. Juli 2010)
87. Peter Mosch (* 1972), Gesamtbetriebsratsvorsitzender der Audi AG (verliehen am 5. Juli 2023)
88. Heinrich Mosler (* 1947), Präsident der Handwerkskammer für Mittelfranken (verliehen am 29. Juli 2010)
89. Peter Motsch, Bezirksrat, Stellvertretender Vorsitzender des Vereins „Menschenkinder e. V.“ (verliehen am 17. Dezember 2014)
90. Johanna Werner-Muggendorfer (* 1950), Politikerin im Bayerischen Landtag, Mitglied der SPD
91. Anna-Maria Müller, Landwirtin, langjährige Pflege von vier Angehörigen (verliehen am 27. Juni 2018)
92. Andreas Müller-Armack (* 1941), Generalsekretär (verliehen 2007)
93. Katrin Müller-Hohenstein (* 1965), Fernseh- und Radiomoderatorin (verliehen am 14. März 2022)
94. Emilia Müller (* 1951), Bayerische Staatsministerin für Bundes- und Europaangelegenheiten (verliehen 2007)
95. Friedrich Müller, Heimatforscher (verliehen am 20. Juni 2001)
96. Hans Müller (1884–1961), Staatsrat und Staatssekretär (verliehen am 15. Dezember 1959)
97. Hans-Reinhard Müller (1922–1989), Intendant, Regisseur und Schauspieler (verliehen am 25. Juni 1981)
98. Helmut Müller (* 1944), Landtagsabgeordneter (verliehen am 12. Juli 2004)
99. Klaus Müller (1892–1980), Oberbürgermeister der Stadt Augsburg (verliehen 1959)
100. Luitgard Müller, ehemalige Gastwirtin (verliehen am 13. Juli 2016)
101. Michl Müller (* 1972), Kabarettist (verliehen am 22. Juli 2019)
102. Rita Müller, Logistikmitarbeiterin (verliehen am 13. Juli 2016)
103. Volker Müller, ehem. Berufskraftfahrer (verliehen am 13. Juli 2016)
104. Walter Müller (1931–2021), Brauereidirektor i. R. (verliehen am 15. Juli 1992)
105. Willi Müller (* 1936), Politiker (verliehen 1982)
106. Karl Alexander von Müller (1882–1964), Historiker (verliehen 1959)
107. Frank Müller-Römer (* 1936), Technischer Direktor des Bayerischen Rundfunks (verliehen 1994)
108. Martina Münch-Nicolaidis, Gründerin und Geschäftsführerin der „Nicolaidis YoungWings Stiftung“ (verliehen am 13. Juli 2016)
109. Emil Muhler (1892–1963), Professor, Stadtpfarrer und Mitglied des Bayerischen Senats (verliehen am 15. Dezember 1959)
110. Erich Mulzer (1929–2005), Vorsitzender der Altstadtfreunde Nürnberg (verliehen am 16. Juli 1987)
111. Johann Munker, Vorstandsmitglied der Stiftung Pfad für Kinder Bayern e. V. (verliehen am 9. Juli 2009)
112. Klaus-Peter Murawski (* 1950), Politiker (Grüne) (verliehen am 8. Juli 2021)
113. Ann Murray (* 1949), Bayerische Kammersängerin (verliehen am 12. Juli 2004)
114. Thomas Mütze (* 1966), Mitglied des Bayerischen Landtags (verliehen am 27. Juni 2018)